# 加藤康男 (編集者)
加藤 康男（かとう やすお、1941年 - ）は、日本の編集者、ノンフィクション作家。他に加藤哲郎の筆名で写真関連の著作がある。

## 略歴
東京生まれ。早稲田大学政治経済学部中退ののち、集英社に勤務し、1966年創刊の『週刊プレイボーイ』編集部に配属され、１７年間勤める。その後、出版部の『集英社文庫』編集長を経て『すばる』編集長兼出版部長を務める。
1995年工藤美代子と結婚。のち恒文社専務を務め、退職後は近現代史などの執筆活動に携わる。
2011年『謎解き「張作霖爆殺事件」』で山本七平賞奨励賞を受賞。

## 著書
- 『昭和の写真家』晶文社 1990年。加藤哲郎名義
- 『戦争写真家　ロバート・キャパ』ちくま新書 2004年。加藤哲郎名義
- 『謎解き「張作霖爆殺事件」』PHP新書 2011年
- 『禁城の虜 ラストエンペラー私生活秘聞』幻冬舎 2014年
  - 『ラストエンペラーの私生活』幻冬舎新書、2019年
- 『関東大震災「朝鮮人虐殺」はなかった!』ワック 2014年。選書判
  - 旧版『関東大震災「朝鮮人虐殺」の真実』（産経新聞出版、2009年）。工藤美代子著者名だったが、新版に際し加藤名義に変更（本項#略歴参照。）。
- 『昭和天皇 七つの謎』ワック 2015年、同・選書判 2017年
- 『慟哭の通州 昭和十二年夏の虐殺事件』飛鳥新社 2016年。草思社文庫、2019年
- 『三笠宮と東條英機暗殺計画 極秘証言から昭和史の謎に迫る』PHP新書 2017年
- 『靖国の軍馬 戦場に散った一〇〇万頭』祥伝社新書 2017年
- 『八月十五日からの戦争「通化事件」　日本人が知らない満洲国の悲劇』扶桑社 2018年
- 『双葉山の邪宗門』草思社、2020年